# Ladislav Trakal

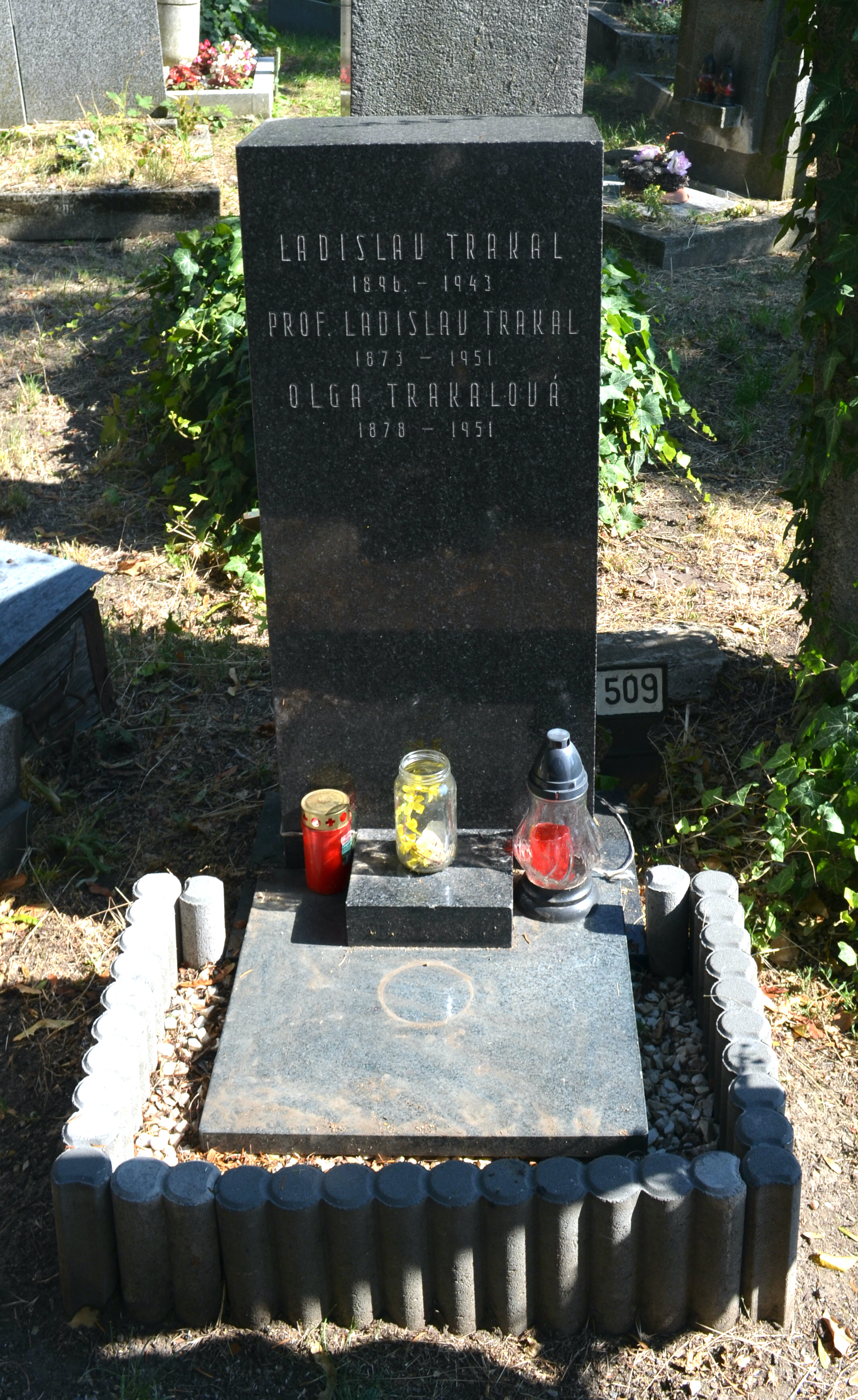
Hrob Ladislava Trakala, jeho manželky Olgy a jejich syna Ladislava na Olšanských hřbitovech v Praze

Ladislav Trakal. někdy též Ladislav Iosifovich Trakal (27. června 1873 Debř – 1. června 1951 Praha), byl český, ukrajinský a ruský malíř, grafik, ilustrátor, designér a pedagog.

## Život
Narodil se poblíž Mladé Boleslavi ve vsi Debř v rodině místního učitele Josefa Trakala a jeho manželky Josefy roz. Poupětové. Ladislav již od dětství tíhl k umění a rád a obstojně kreslil. Vyrůstal v inteligentní rodině, nejstarší z jeho čtyř bratrů Josef byl pozdější slavný právník, a docent filozofie a práva na Karlově univerzitě v Praze. Další starší bratr Karel (*1861) byl docentem filologie, učitelem několika cizích jazyků a učil Ladislava ruštinu. Bratr Augustin (*1863) byl rovněž učitelem, ale malby a on vštípil mladému umělci smysl pro styl. Dále měl ještě bratra Antonína (*1865) a čtyři sestry, starší Josefu (*1866), Karolínu (*1870) a mladší Annu (*1875) a Johannu (*1876).
První vzdělání získal v letech 1879–1884 v místní škole od svého otce, který byl zároveň i jeho učitelem. V dalším studiu pokračoval v letech 1884–1889 na gymnáziu, kde se vzdělával ve všeobecných předmětech a v kresbě u T. Schillera. V roce 1889 se rodina přestěhovala do Prahy, kde v letech 1889–1892 pokračoval ve studiu na C.k. vyšším reálném gymnáziu. V dalším studiu pokračoval v letech 1892–1895 na pražské Uměleckoprůmyslové škole, kde postupně navštěvoval výuku u profesorů E. K. Lišky, S. Suchardy, A. Helméssena, Otakara Hostinského a Jiřího Stibrala. Následně obhájil kandidaturu na profesora, vstoupil do závěrečného ročníku k prof. F. Ženíškovi, kde absolvoval školení v dekorativní malbě a kresbě. Roku 1896 pak ukončil studium a získal titul akademický malíř a profesor. V témže roce se oženil s Olgou Ningerovou a narodil se mu syn Ladislav.
V roce 1897 se přestěhoval i se svojí rodinou do Charkova. Pro něho se ruské impérium stalo výchozím bodem pro tvůrčí aktivity, hodně cestoval do zahraničí a rovněž dostával velké množství zakázek na díla dekorativního charakteru. V listopadu téhož roku odcestoval i s rodinou do Oděsy. V roce 1898 byl pozván do Výtvarné a řemeslné výcvikové dílny dekorativní malby, aby zde vyučoval malbu, kompozici, historii, modelování ornamentu a historie stylů a od roku 1909 se stal i jejím ředitelem. Tato škola byla jeho duchovním dítětem a byla uznávána v celém tehdejším Rusku. V roce 1904 byl nominován A. Benoisem na nejvyšší ocenění Carské akademie umění v Petrohradě za významný přínos uměleckého vzdělávání. K jeho žákům patřilo mnoho pozdějších vynikajících avantgardních umělců jako např. V. D. Jermilov (1894–1968), B. V. Kosarev (1987–1994), Václav Fiala (1896–1980), G. A. Capok (1896–1971) a mnoho dalších. V roce 1911 se Trakal účastnil Všeruského kongresu umělců v Petrohradě a zúčastnil se soutěže na vytvoření pomníku Tarase Ševčenka v Kyjevě. Po revoluci žil a pracoval nadále v Charkově.
V roce 1921 byl nucen s manželkou emigrovat do Prahy a o rok později požádal tehdejší ministerstvo zahraničí o repatriaci svého syna s jeho rodinou a umělcovi umělecká díla, která zůstaly v Charkově. Po usazení v Praze byl v roce 1922 byl pozván vyučovat malbu a kresbu na Ruské pedagogické univerzitě v Praze, kde si otevřel ateliér. V následujícím roce spolupracoval s pražským Vojenským muzeem, kde se zabývá restaurováním zvláště cenných exponátů. Od roku 1924 vyučoval kresbu na české reálce na Smíchově a spolupracoval s Českou grafickou unií. V letech 1924–1926 spolu s ukrajinským emigrantem z Kyjeva, spisovatelem Alfredem Bemem ilustroval první a druhou učebnici ruského jazyka. V roce 1927 byl účastníkem se zástupci ruské a ukrajinské emigrace na Kongresu ruských vědců v Bělehradě a v letech 1930–1933 pobýval i s rodinou na Krymu. V letech 1939–1945 v souvislosti s německou okupací prožíval velmi těžké časy a jeho umělecká činnost byla téměř úplně zastavena. V roce 1943 zemřel jeho syn Ladislav a Trakal přestal tvořit. Patrně 1. června roku 1951 umělec i se svojí manželkou Olgou zemřeli a příští den je objevili příbuzní. Příčina úmrtí obou manželů byla patrně selhání srdce. Ladislava Trakal a jeho žena Olga byli pohřbeni ve stejném hrobě i se svým synem na Olšanech v Praze.

## Galerie

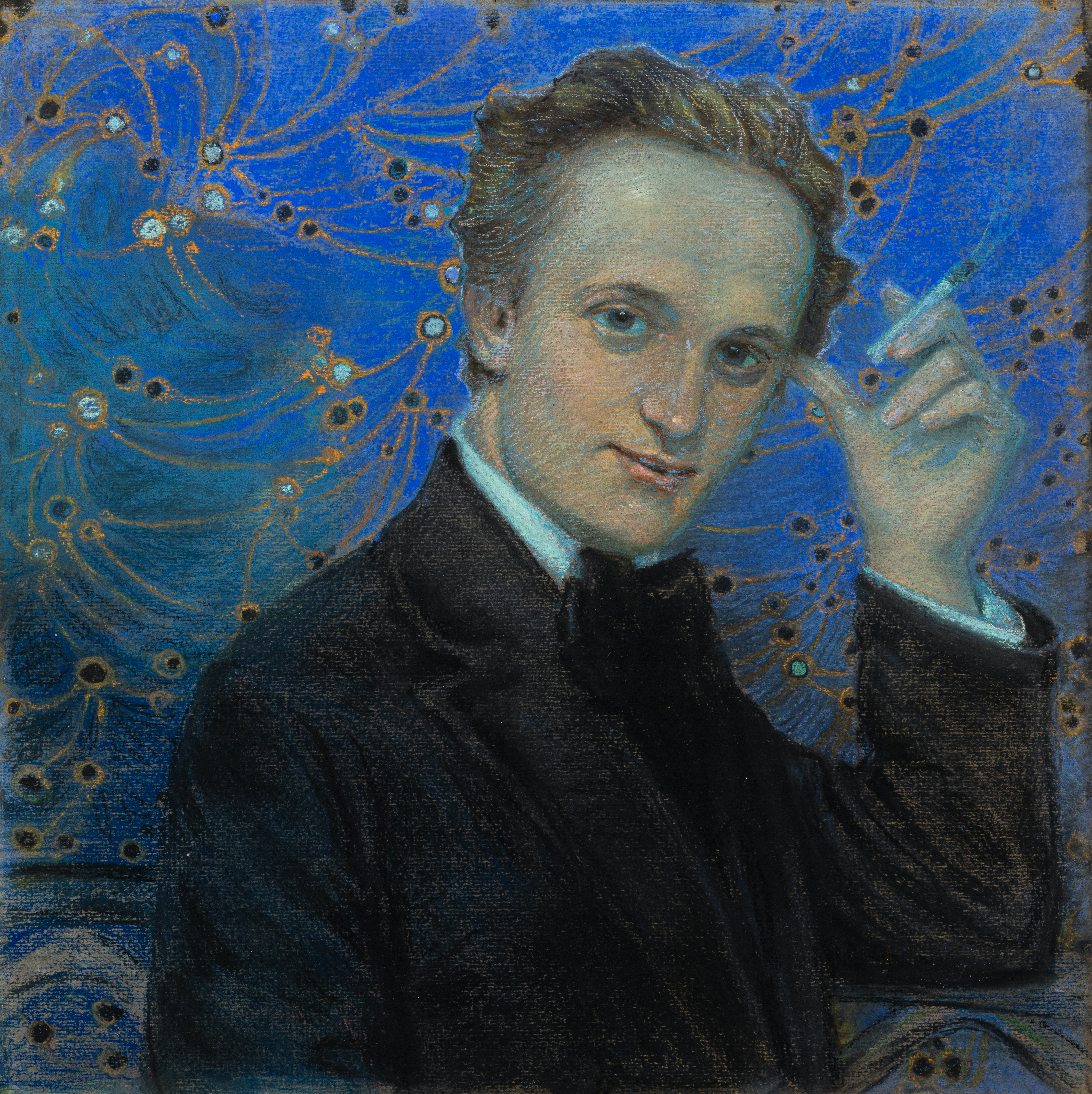
Portrét syna (1916)
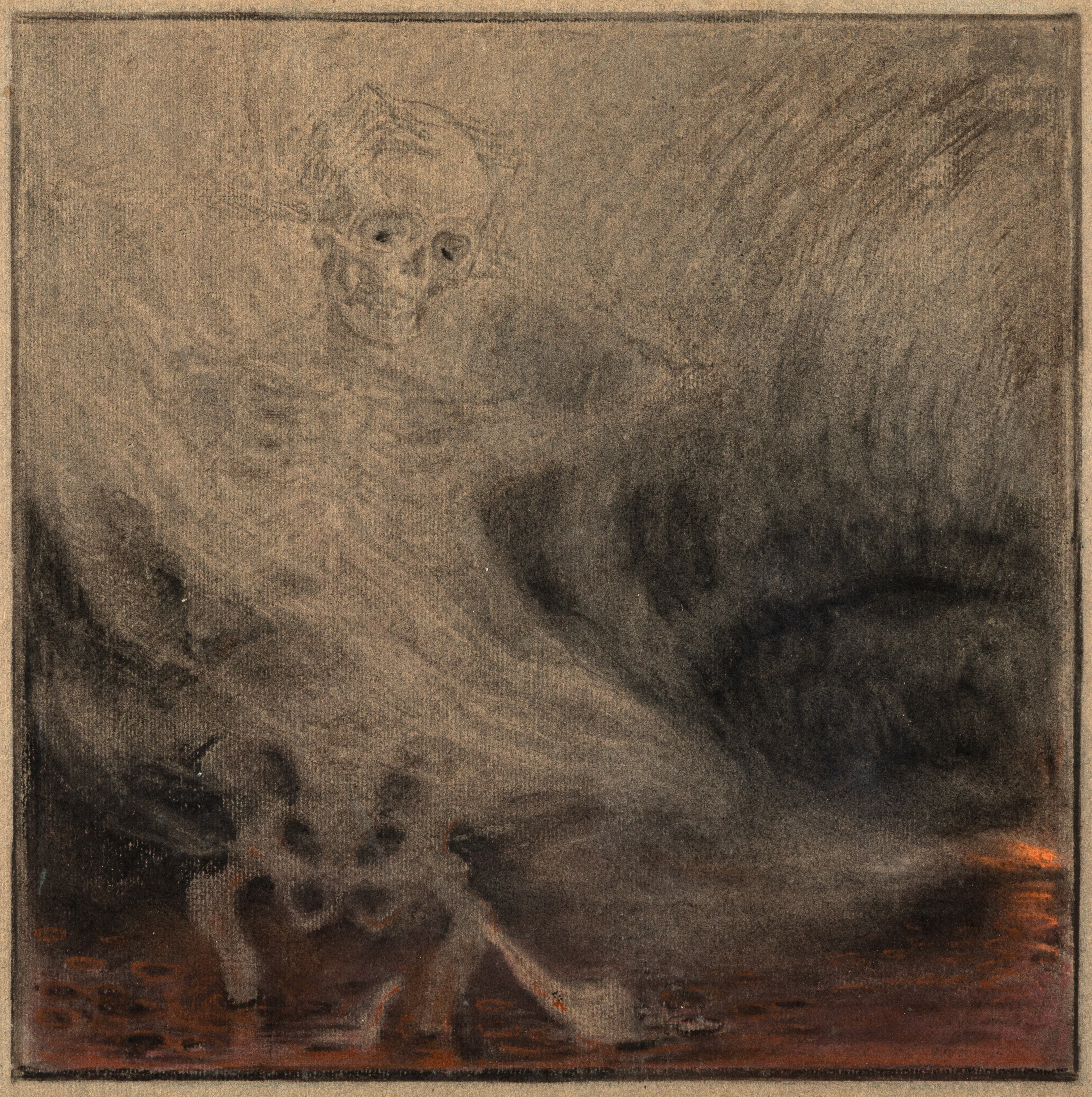
Horor ze série Světlo a stín života (1915)
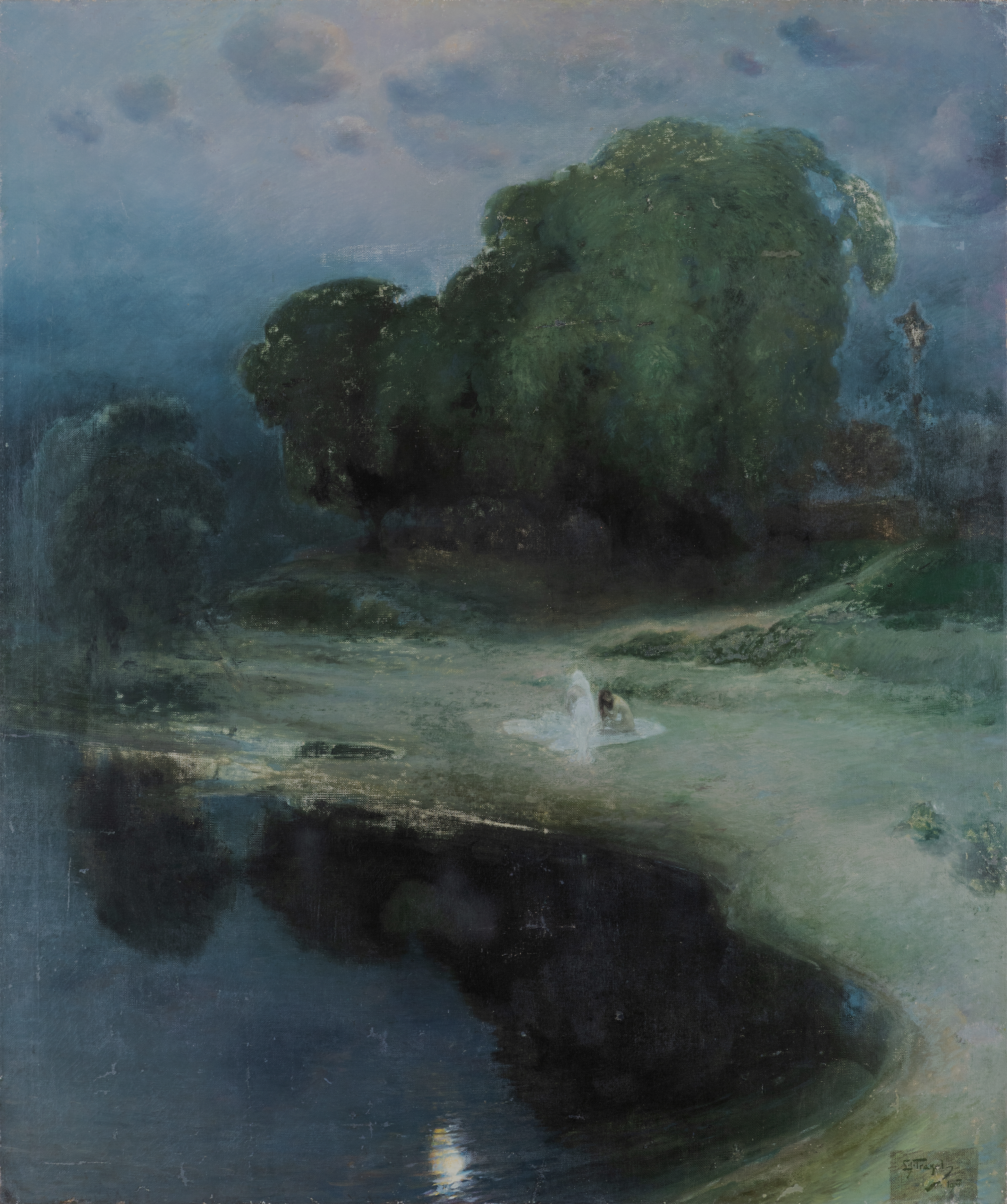
Idyla (1907), Charkovské muzeum umění
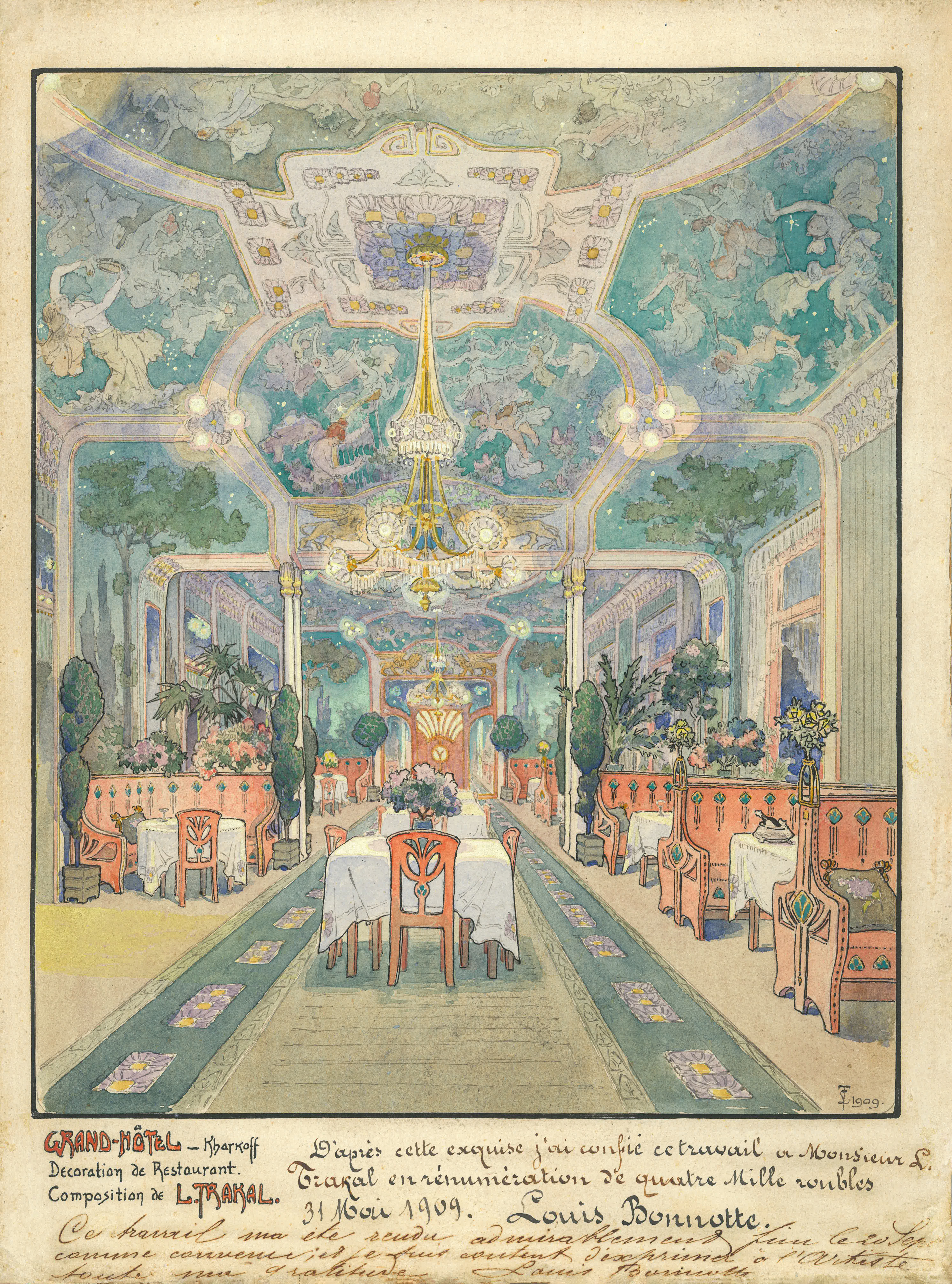
Náčrt restaurace v hotelu Grand v Charkově (1909)
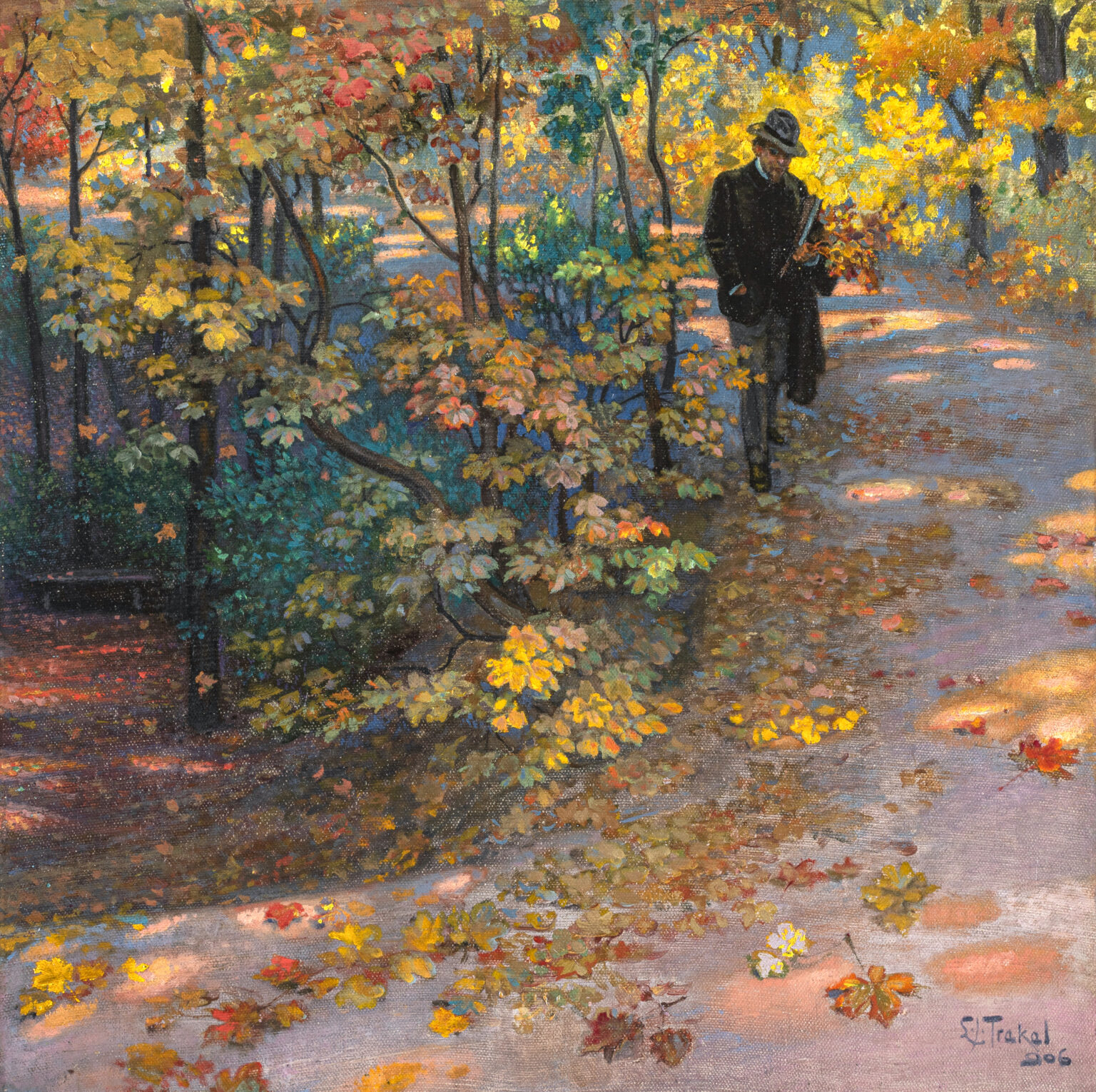
Univerzitní Park v Charkově (olej na plátně) 1906
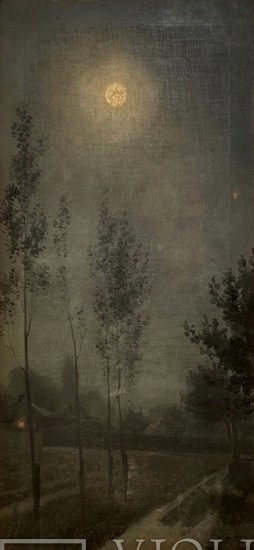
Krajina s měsícem
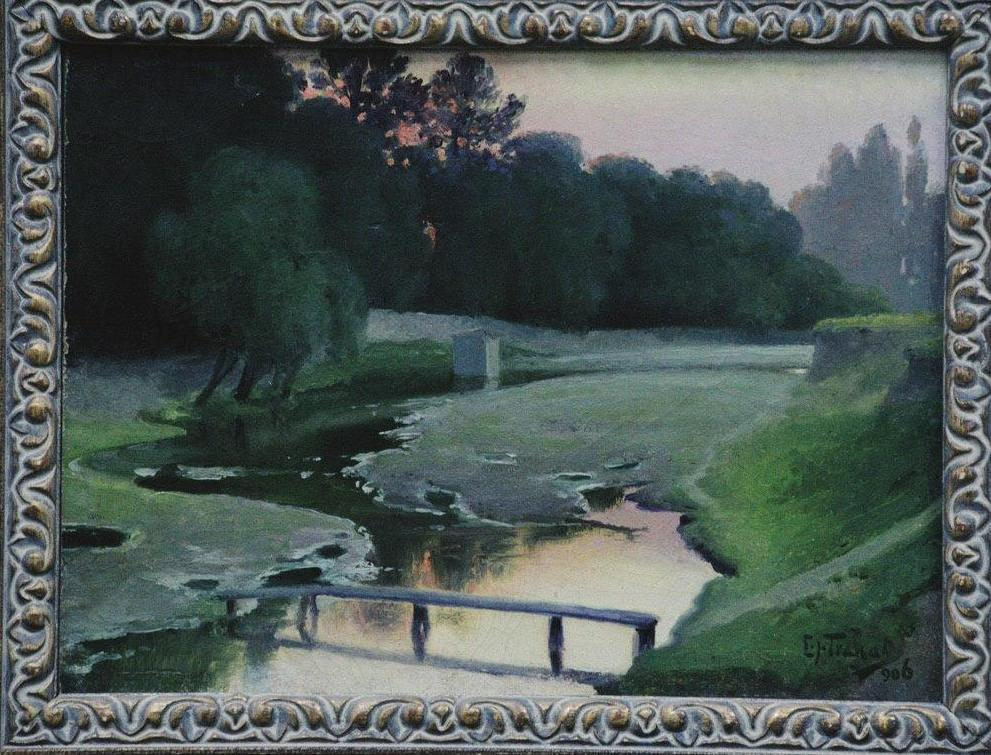
Lesní tůň s lávkou (olej na plátně) kol. 1906